# Aleksander Hińcza
Aleksander Hińcza herbu Działosza (zm. przed 14 października 1576 roku) – łożniczy królewski w 1554 roku, wojski mielnicki od 1565 roku, starosta łosicki w 1554 roku.
Poseł na sejm lubelski 1569 roku z ziemi mielnickiej. Podpisał akt unii lubelskiej. Poseł na sejm 1570 roku z województwa podlaskiego. 